# Zingiber pleiostachyum
Zingiber pleiostachyum är en enhjärtbladig växtart som beskrevs av Karl Moritz Schumann. Zingiber pleiostachyum ingår i släktet Zingiber och familjen Zingiberaceae. Inga underarter finns listade i Catalogue of Life.